# Lawrence D. Miles
Lawrence Delos Miles (* 21. April 1904 in Harvard; † 1. August 1985) war ein US-amerikanischer Wirtschaftswissenschaftler und Erfinder der Wertanalyse.

## Leben
Lawrence Delos Miles besuchte zunächst die Grundschule in Dorsey und später die High School in Lincoln. Es folgte ein Studium an der Nebraska Wesleyan University, ehe er an der Winnebago High School lehrte. Nach Tätigkeiten bei zwei verschiedenen Banken wurde er Konstrukteur bei General Electric, wo er sich insbesondere mit Elektronenröhren beschäftigte und zwölf Patente anmeldete. Nach einem Wechsel in den Einkauf war er dafür verantwortlich, zusammen mit den Lieferanten die Kosten zu senken. Später war er für das Tochterunternehmen Locke Insulator tätig. Nach seiner Rückkehr zu General Electric entwickelte er einen Ansatz zur Kostenreduktion und Produktivitätssteigerung. Dieses Konzept der Wertanalyse hatte er bis Ende 1947 erstellt. In den folgenden Jahren wurde es daraufhin bei General Electric umgesetzt. Im Jahr 1961 veröffentlichte Miles das Werk Techniques of Value Analysis and Engineering, das auch in weitere Sprachen übersetzt wurde. 1964 beendete er seine Tätigkeit für General Electric.
Im Jahr 1977 wurde die Laurence D. Miles Value Foundation gegründet, „um die Entwicklung von Bildungsprogrammen und neuen Anwendungen zu fördern und zu finanzieren und um eine Forschungsbibliothek für das Studium der Wertemethodik einzurichten.“